# سلاحف نموذجية
السلاحف النموذجية أو السلاحف الأرضية هي جنس من السلاحف البرية، تعيش في قارتي آسيا وأفريقيا. تتغذَّى هذه الحيوانات بالدرجة الأولى على النباتات.
يضمُّ الجنس حالياً ثلاثة أنواعٍ من السلاحف، رغم أن بعض الأنواع الأخرى استبعدت منه حديثاً. حسب التعريف السابق للمجموعة، كانت السلاحف النموذجية جنساً «متعدِّد العرق، يشمل على الأقل أربع فروعٍ حيوية مستقلَّة». لكن من بين الأنواع التي استبعدت منه لاحقاً سلحفاة ألدابرا العملاقة (من جزر سيشيل ومدغشقر) وجنس سلاحف سيشيل (من مدغشقر) وجنس تشيلونويد (من أمريكا الجنوبية وجزر الغالاباغوس) والسلحفاة النمرية (من أفريقيا).
الأنواع التي لا زالت تُصنَّف حالياً ضمن مجموعة السلاحف النموذجية هي:
- سلحفاة النجمة الهندية (G. elegans).
- سلحفاة النجمة البورمية (G. platynota).
- سلحفاة سوداني (G. sulcata).